# Chiesa di Santa Maria (Carasco)
La chiesa di Santa Maria (detta anche chiesa di San Pellegrino) è un luogo di culto cattolico situato nella frazione di Santa Maria di Sturla, in via San Pellegrino, nel comune di Carasco nella città metropolitana di Genova. La chiesa è sede della parrocchia omonima del vicariato di Sturla e Graveglia della diocesi di Chiavari.

## Storia

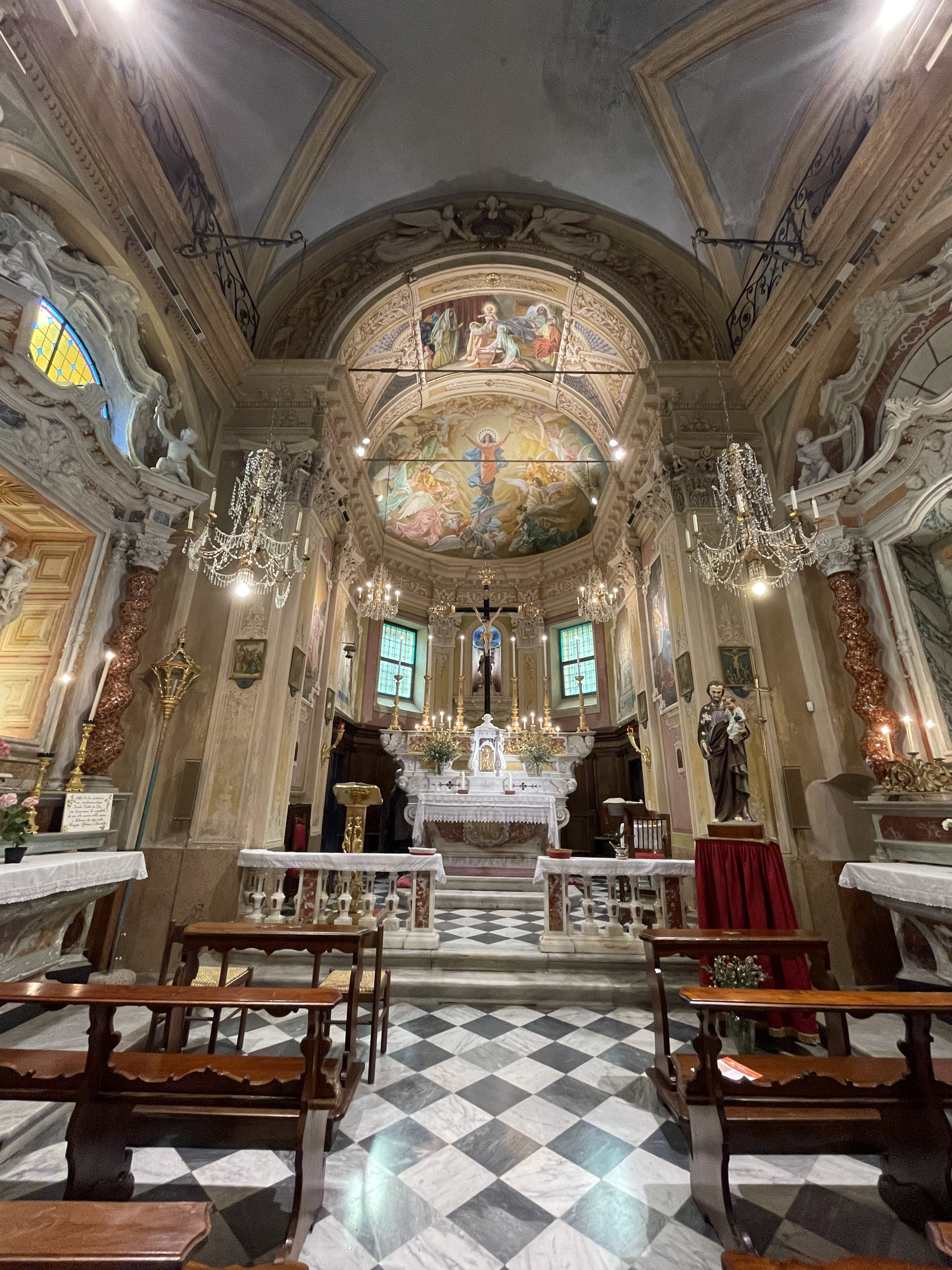
L'altare maggiore

La parrocchia di Santa Maria di Sturla è situata sulla sponda sinistra del torrente Sturla col titolo di rettoria. Le sue origini si possono far risalire da un atto di vendita di Gerardo Brilato del 30 marzo 1283 che testimonia la vendita di un terreno presso il torrente confinante con la terra "Ecclesia S. Mariae de Sturla". Ulteriore conferma dell'esistenza della chiesa è l'atto del 7 agosto 1308 dove Guglielmo Bego, figlio di Bonaparte di Santa Maria di Sturla, dettando il suo testamento, dichiarava volere la sua sepoltura presso la chiesa di Santa Maria di Sturla o presso quella di San Giovanni Battista di Chiavari.
I parroci della chiesa dei Santi Quirico e Giulitta di Rivarola, che l'avevano a succursale, nell'assumere il possesso del loro Benefizio, si portavano a prenderlo ugualmente di quella di Santa Maria di Sturla, benché Giuseppe Gaetano Podestà, parroco di Rivarola, asseveri che di essa non è fatta alcuna menzione nelle Bolle di conferimento.
Intitolata alla Natività di Maria Vergine - e parrocchia già nel XIV secolo - le diverse epidemie di peste che infierirono nel 1443, 1493 e 1528, con la decimazione pure del clero, portarono all'affidamento ad un solo sacerdote di più parrocchie. Questa chiesa, infatti, nei tempi si trovò unita ora a Rivarola, ora a San Nicolò di Paggi, ora a San Colombano di Cogorno.
In particolare, per quanto riguarda Paggi, a testimonianza della sua unione con questo paese, i registri di Paggi menzionano i seguenti fatti: 10 maggio 1783: battezzata Camilla Sturla, figlia di Lazzaro Antonio e di Caterina Descalzo, padrino Domenico Descalzo della parrocchia di Santa Maria di Sturla annessa alla parrocchia di Rivarola; 7 giugno 1794: registrato un battesimo la cui madrina è Maria Bacigalupo della parrocchia di Santa Maria di Sturla annessa a Rivarola; 1801: registrato il matrimonio di Stefano Devoto e Antonia, i testimoni sono Francesco Sturla e Leonardo Sconnio della parrocchia di Santa Maria di Sturla.

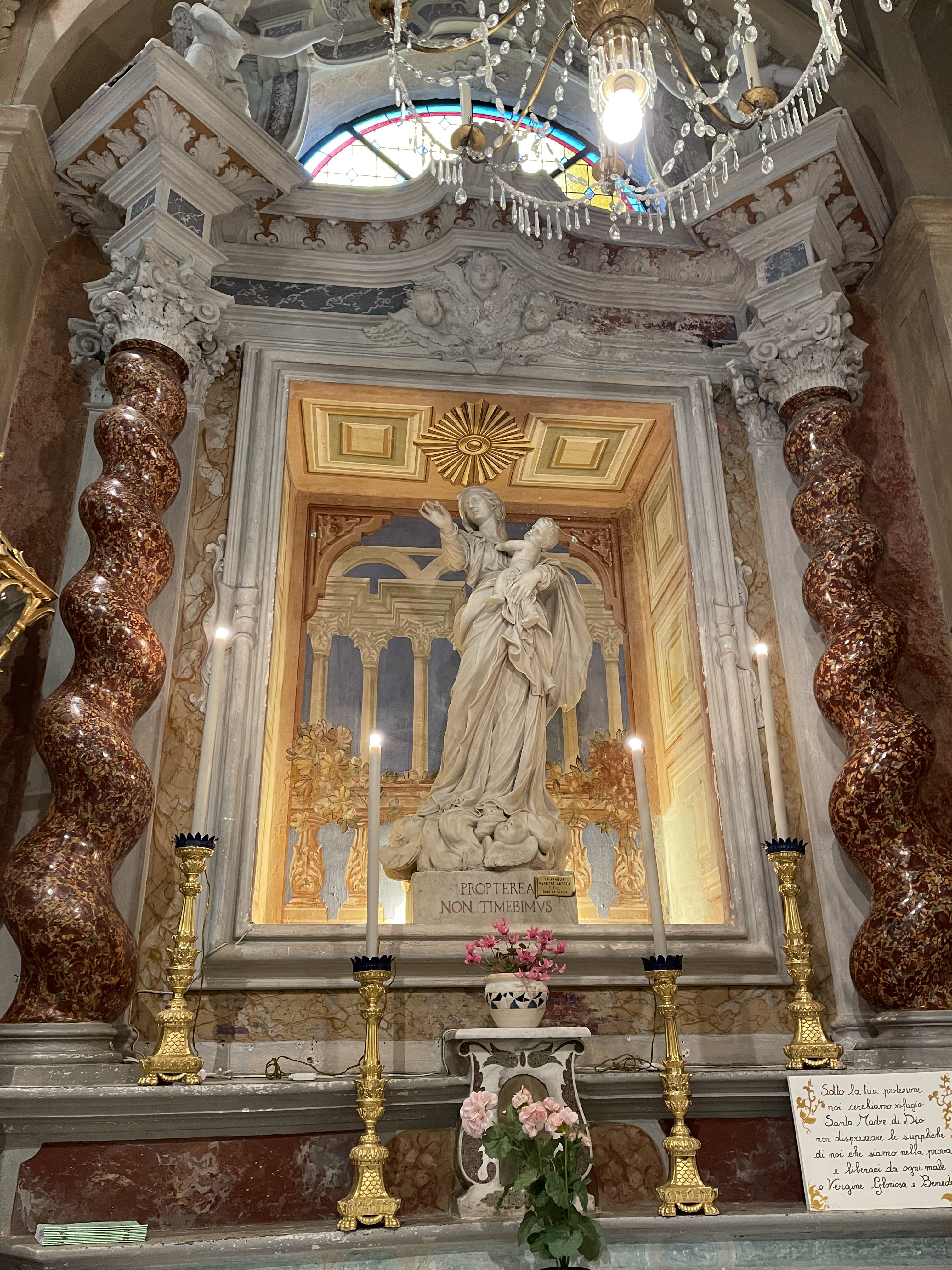
La statua marmorea della Madonna dell'Uva

Durante la sua sudditanza a Rivarola il custode pro tempore vi compiva, ab immemorabili, tutte le funzioni parrocchiali ad eccezione dei matrimoni e della benedizione pasquale delle case. Non poche furono le vertenze per questa dipendenza verso la chiesa di Rivarola, dalla quale gli abitanti di Sturla distavano circa 3 km di strada, resa più difficile dalle acque interposte del torrente Lavagna. Non mancarono perciò i ricorsi all'arcivescovo di Genova per avere nuovamente l’autonomia parrocchiale nel 1746 e poi, post 1826, appoggiati dall'arciprete di Chiavari Antonio Maria Gianelli in qualità di vicario foraneo del Levante. Fu l'arcivescovo genovese Salvatore Magnasco, propenso all'erezione di nuove parrocchie, ad istituire la parrocchia di Sturla col decreto datato al 6 giugno 1882 e civilmente riconosciuta con regio decreto in data 16 novembre 1885.

## Descrizione

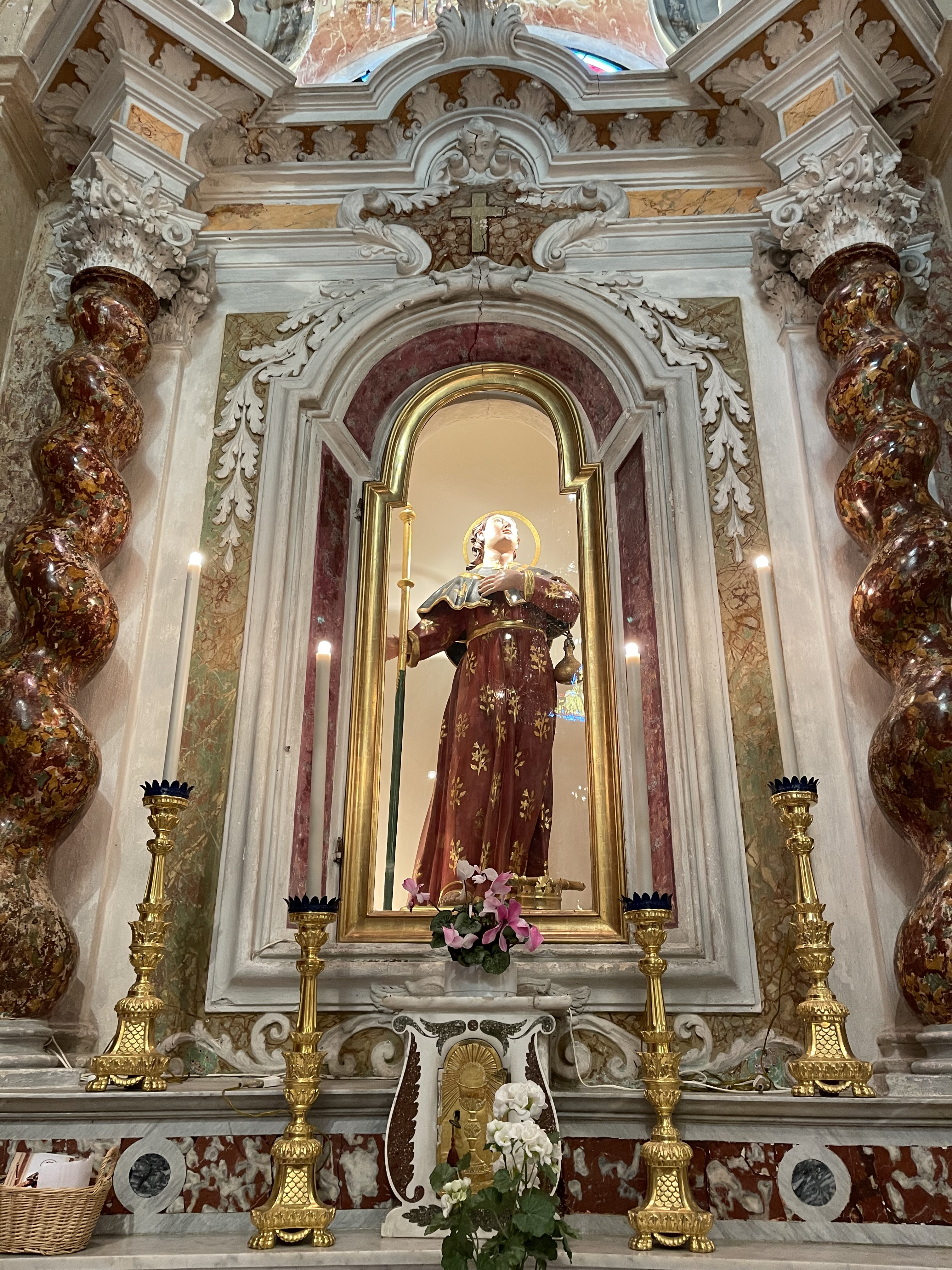
La statua di San Pellegrino

La chiesa antica era molto piccola, visitata da monsignor Francesco Bossi nel 1582, e venne rifabbricata e ingrandita dal 1690 al 1700: nel 1889, per opera della popolazione, fu prolungato di due metri il muro della facciata per accomodarvi, internamente, l’orchestra con un organo dei Paoli. La facciata, finita a stucco lucido, con un quadro sull’arricciato che rappresenta Maria Santissima con san Sebastiano. La moderna è ad una navata alta e sfogata con misura: 18,50 metri compreso presbitero e il coro, larga 7 metri e alta 11 metri.
Nel 1735 aveva quattro altari; cinque nel 1746, di cui tre in marmo e due in cotto. Il primo a destra di chi entra, è in marmo, dedicato a san Sebastiano ed è proveniente dal santuario piemontese di Nostra Signora della Guardia di Gavi e fu comprato per 400 lire dal Rev. D. Benedetto Sturla, che lo donò alla chiesa; nella nicchia sovrastante allo stesso è presente la statua lignea di San Sebastiano che vi fu trasportata dall’antica cappella, che esisteva nella località della Colla di Paggi, e poi abbandonata circa nel 1670. II secondo altare, in marmo e al lato opposto, è dedicato al contitolare san Pellegrino - figlio di un re di Scozia - cui è dovuta la festa principale nella seconda domenica d'agosto; nella nicchia è conservata la lignea statua del santo. II terzo procedendo a destra, è in cotto e dedicato al Santissimo Crocifisso. II quarto dirimpetto, pure in cotto, è sacro alla Madonna dell'Uva e non alla Madonna del Rosario, come inizialmente era stata attribuita l'effige della statua marmorea. Osservando, infatti, la mano della Vergine si può scorgere tra le dita un grappolo d'uva. II quinto è l’altare maggiore dedicato alla Natività di Maria Vergine, in marmo, ed è dono del reverendo Antonio Sturla, che officiò la chiesa per oltre 50 anni; a ricordarlo, nella porta sotto il tabernacolo, vi è lo stemma della famiglia Sturla in bassorilievo (un ponte con sopra una torre). II fonte battesimale, il pulpito, le balaustre e il pavimento, sono di marmo.
Alla chiesa sono contigui il campanile, rialzato nel 1844, su cui posano campane, fuse in Genova dalla Ditta Fratelli Boero nel 1880, la sacristia ed una casa canonicale sistemata nel 1876. II piazzale è tutto coperto di pietruzze a vari colori, tolte dalla vicina marina di Lavagna: il lavoro, grazioso nei suoi disegni venne eseguito tra il 1871 e il 1875 col concorso dei parrocchiani che con entusiasmo andavano a raccogliere le pietre colorate e le facevano trasportare in loco. Nel 1861 si fece il coro in legno ad opera del signor Badaracco Domenico di Levaggi. Il 21 settembre 1887 furono iniziati i lavori di allungamento della chiesa e di ricostruzione della nuova facciata; iI lavoro finì nel luglio 1889. La facciata porta la dedica: "ACTUM VIRGINI DEIPARAE SACRUM - 1889". I lavori furono eseguiti dal capomastro Paolo Sanguineti di Chiavari, su disegno da lui presentato. Nella spesa per detti lavori concorsero con mano d’opera e qualche offerta i parrocchiani e il R. Rettore D. Angelo Campanella, nonché i fratelli cav. dottor Stefano Sturla e D. Benedetto, i quali ultimi sostennero la maggior parte della spesa occorsa. Si costruì, subito dopo, la nuova orchestra, in cui venne collocato un bell'organo della Ditte Paoli, (dono del cav. dott. Stefano Sturla).
Sul lato destro della chiesa, quasi attiguo, si trova il cimitero parrocchiale.
Da una ricerca sui registri dell’archivio si è constatato che col passare degli anni la chiesa subì altre trasformazioni. Nel febbraio 1922 iniziò la demolizione dell'unica scala centrale del piazzale di fronte alla porta della chiesa, sostituendola con due scalinate, una a nord e l’altra a sud, per esigenze di viabilità. II lavoro è compiuto nei primi di agosto. Secondo le note riportate dal sacerdote l’opera incontrò la soddisfazione di tutti e dà un aspetto più decoroso al piazzale, grazie anche alla costruzione di una ringhiera in ferro. Il 19 agosto 1923, giorno di san Pellegrino, si inaugurarono i lavori di pittura del presbiterio eseguiti dal pittore prof. Luigi Agretti di Arcola e dall'intagliatore e indoratore Agostino Castagnino di Chiavari. Contemporaneamente venne anche completamente rifatto l'affresco della facciata sempre ad opera del prof. Agretti che manifestò la sua genialità e bravura; il lavoro al completo, compreso l'affresco della facciata, costò 28.000 lire.

## Festività

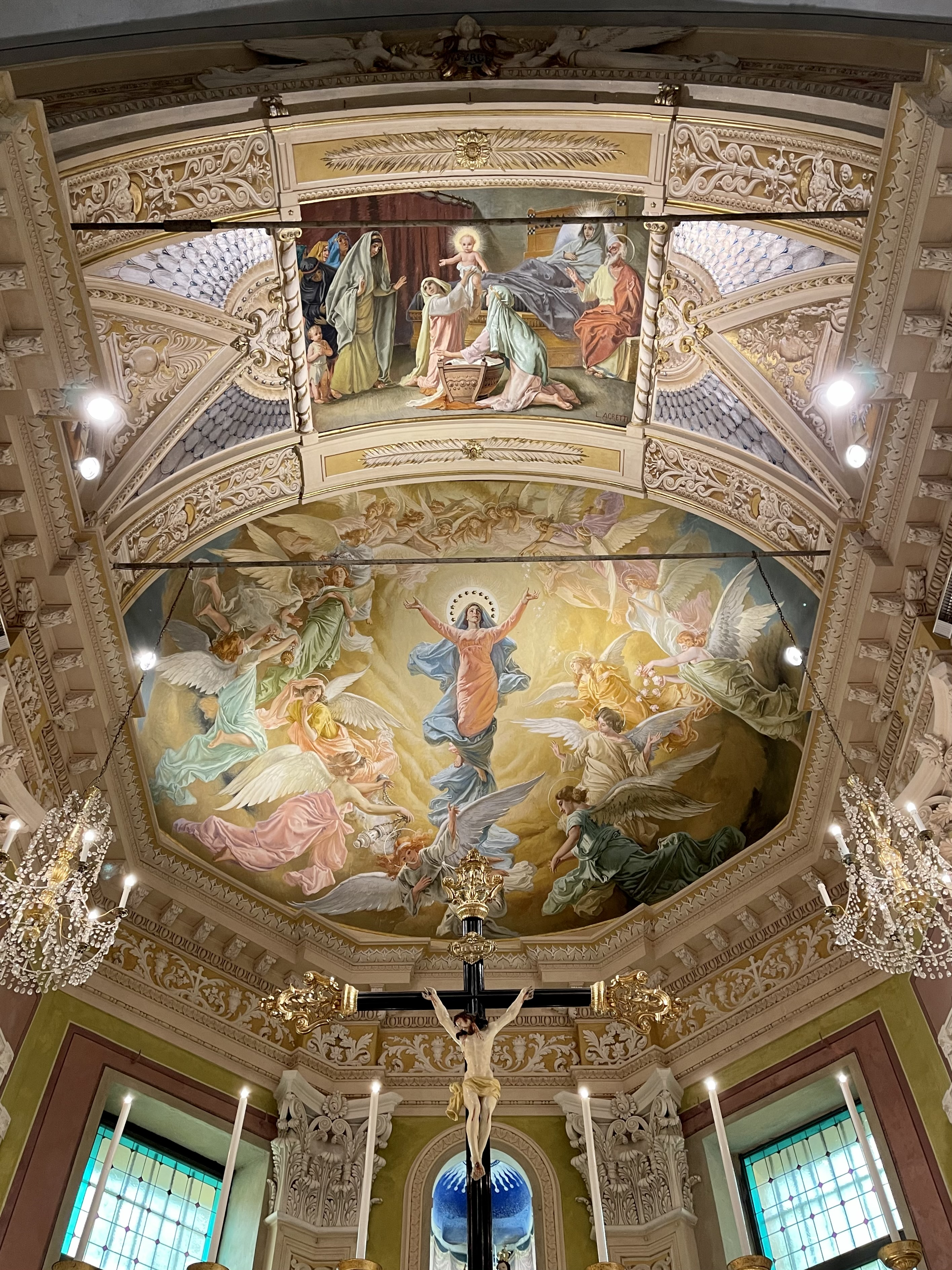
Gli affreschi di Luigi Agretti

La festa della Natività di Maria Bambina si festeggia l’8 di settembre, anche per questo viene conosciuta come la "Madonna degli 8". Soprattutto negli ultimi anni, questa festività ha perso un poco della sua importanza per lasciarne di più a san Pellegrino che si festeggia la seconda domenica di agosto. La festa venne sempre celebrata a parte un anno, nel 1894, in cui a causa dell’infierire del colera, dietro l'ordinanza dell’arcivescovo di Genova, la celebrazione venne sospesa e fu poi festeggiata la terza domenica di ottobre.